# Вилсонс, Мартиньш Роландович
Мартиньш Роландович Вилсонс (латыш. Mārtiņš Vilsons; род. 13 декабря 1954 года) — советский и латвийский киноактёр.

## Биография
Родился в 1954 году в бараке в посёлке Транспортный Магаданской области, где его родители, поляк Роланд Чехо́вич и латышка Зента Вилсоне, отбывали ссылку. Проходил срочную службу в Советской армии на БАМе, под Тындой.
Окончил театральный факультет Латвийской государственной консерватории им. Я. Витола.
Известность приобрёл после первой же своей работы в кино — детективном фильме «Мираж» (1983), снятом по мотивам романа Дж. Х. Чейза.
Запомнился актёр и по другим работам — главной роли в приключенческом фильме «В двух шагах от «Рая»», а также по фильмам «Интердевочка» и «Крысы, или Ночная мафия».
До 2002 года служил в театре в Лиепае, содержал собственную театральную студию.
Проживает в Риге. Женат в пятый раз, отец восьмерых детей.

## Фильмография
- 1983 — Мираж — Эл Китсон
- 1984 — В двух шагах от «Рая» — Франц
- 1984 — Две версии одного столкновения — агент ЦРУ
- 1984 — Когда сдают тормоза — Силиньш
- 1985 — Матч состоится в любую погоду — футболист
- 1989 — Интердевочка — Виктор, дальнобойщик, работающий в «Совтрансавто»
- 1989 — Фанат — Мэтр
- 1990 — Морской волк — Джонсон
- 1990 — Фанат 2 — Мэтр
- 1990 — Чёрная магия, или Свидание с дьяволом — Чумак
- 1991 — Крысы, или Ночная мафия — Виктор Иванович Разлогов, таксист, бывший детдомовец
- 1991 — Остров 007
- 1991 — Смерть за кулисами
- 1992 — Он своё получит — Гарри Гриффин
- 1994 — Я люблю — Иван Петрович Корольков, хирург
- 2002 — Дама в очках, с ружьём, в автомобиле — покойник
- 2004 — Красная капелла — Клейст
- 2004 — Наваждение —
- 2006 — Анастасия — Константин Погребной
- 2009 — Золото скифов — Тьерри Монфрей, французский археолог
- 2009 — Офицеры 2 — Северсон
- 2011 — Контригра — полковник Смит
- 2012 — Команда Че — Андрей Чепиков
- 2013 — Вальс-бостон — Соколовский
- 2014 — Сын за отца — «Бульдог»
- 2015 — Как я стал русским — Тед Купер
- 2017 — Отличница — профессор Карл Когоут, искусствовед
- 2018 — Посольство — Урбанек, президент Каледонии
- 2019 — Души в снежном вихре — Ванагс